# Mandement (Genève)
Pour les articles homonymes, voir Mandement (homonymie).
Le Mandement est une région du canton de Genève.

## Géographie
La région s'étend sur les trois communes de Satigny, Dardagny et Russin. Principalement agraire, cette zone représente la principale région viticole du canton.

## Histoire
Le Mandement tire son nom de l'ancien Mandement de Peney (également appelé « Terre du Mortier »), dont le château de Peney est le siège et qui était une possession directe de l'évêque de Genève et dirigé par un seigneur. La région, initialement composée des paroisses de Peissy, Satigny, Choully, Peney et Bourdigny a été réunie à la république de Genève le 22 février 1536 et regroupée avec Dardagny et Malval. Les communes de Céligny et Genthod y étaient rattachées depuis le XVIe siècle.
Avec le temps, l’étendue du territoire concerné par ce nom s'est restreinte pour ne finalement concerner que les trois communes de Satigny, Dardagny et Russin.

## Sport
Une épreuve de course à pied du nom de Course du Mandement, basée sur le développement durable, a lieu chaque année depuis 1977 au mois de septembre dans la région.